# سنجران
سنجران یا سنجاران یکی از محلات قدیمی تبریز بود که از شمال به محله شتربان يا همان دوه چى مهران‌رود (میدان چایی) و محله مسكوچى لار  از جنوب به محلات ارمنى نشين بارون آواك و میارمیار (مهادمهین)، از شرق به بازار بزرگ تبريز، مسجد جامع و محله ى راسته کوچه از جنوب شرق به ديك باشى يا ديح باشى كه تپه اى در ميان باشد و از غرب به محله تاج احمديلر يا تاج احمدى ها و ورجی (ویجویه) محدود است.
امام زاده موسى كاظم معروف به كهنه امام زاده و بيش از ده ها مسجد كوچك و بزرگ از نشان هاى اين محله ميباشد، در حال حاضر خیابان فلسطین (ملل متحد سابق) از وسط محله سنجران گذشته و قسمتی از این محله در طرف راسته‌کوچه و بخشی نیز در سمت ورجی مانده است. سنجران در گذشته محله بزرگی در مرکز تبریز قدیم بوده ولی امروزه غیره از يك يخچال قديمى به نام يخچال حاج ميرزا مهدى و چندین کوی و کوچه فرسوده با بافت قدیمی، از آن چیزی باقی نمانده است.
میدان محله سنجران، «میدان کلکته‌چی» و مسجدی به نام «مسجد حاج محمد باقر کلکته‌چی» كه تاجر معروف چاى، مابين كلكته هندوستان و فرنگستان بود، قرار دارد. به طور کلی محله سنجران همواره در محدوده قلعه‌های دروازه استانبول و دروازه گجیل بوده و امروزه نیز آثاری از آن دروازه‌های قدیمی در این محله وجود دارد. در این محله دروازه‌ای بود که آن را درب سنجران یا درب سنجاران می‌گفتند.
نادر میرزا دربارهٔ سنجران چنین می‌نویسد: «بافت بسیار قدیمی شهری دارد و بعضی خانه‌ها اصالت چند صد ساله دارد... کوی قدیم است و آباد، هیچ بستانی بدین کوی نباشد آن بسته به کوی چارمنار است. کدخدای این محله حاج اصغر ساپچى ساكن محله مسكوچى لار و بعد از وى فرزند اش حبيب ساپچى بود، وى فردى كاردان و درخوی آن مرد تندی باشد... اگر کوی قراآغاج و چوستدوزان را چون بنگریم، پس جایی بزرگ و عریض و طویل است که بیش از نیم فرسنگ درازای او باشد.»
از مشاهیر معروف محله سنجران می‌توان به  « شيخ هدايت غروى و فرزند وى علامه شيخ ابولقاسم غروى تبريزى (كه از نوادگان شيخ بهايى بودند) و همچنين حاج سید ابوالحسن آقا مولانا، كريم داشاب(كريم مهاجر) و فرزند وى حاج فرمان داشاب(انورى كيا) معروف به حاج فرمان دميرچى و استاد بزرگ موسیقی آذربایجان غلامحسین بیگجه خانی و سلاله قره سيد، اشاره کرد.